# 都賀西方パーキングエリア
都賀西方パーキングエリア（つがにしかたパーキングエリア）は、栃木県栃木市にある東北自動車道のパーキングエリア (PA)。都賀西方スマートインターチェンジを併設する。名称は、開業時の所在地が、下り線施設が旧上都賀郡西方町、上り線施設が旧下都賀郡都賀町であったことに由来する。
下り線施設内には、東北道建設時に発見された西方山古墳がある。

## 施設

### 上り線（東京方面）
出典：
- 管理：ネクスコ東日本エリアトラクト[2]
- 運営：（株）ネクスコ東日本リテイル
- 駐車場
  - 大型：12台
  - 小型：57台
  - 身障者用
    - 小型：2台
- トイレ
  - 男性：大4（和式1・洋式3）・小14
    - オストメイト対応設備が設置されている[3]。

  - 女性：13（和式2・洋式11）
    - オストメイト対応設備が設置されている[3]。

  - 身障者用：1
- フードコート (8:00 - 20:00)
- ショッピングコーナー (8:00 - 20:00)
- 給電スタンド（24時間）
- 生活・暮らし
  - 自動販売機（24時間）
  - E-NEXCO Wi-Fi SPOT
- 喫煙所
- 自動体外式除細動器 (AED)
- ハイウェイスタンプ（24時間）

### 下り線（青森方面）
出典：
- 管理：ネクスコ東日本エリアトラクト[2]
- 運営：（株）ネクスコ東日本リテイル
- 駐車場
  - 大型：18台
  - 小型：55台
  - 身障者用
    - 小型：2台
- トイレ
  - 男性：大5（和式0・洋式5）・小8
    - オストメイト対応設備が設置されている[3]。

  - 女性：21（和式1・洋式20）
    - オストメイト対応設備が設置されている[3]。

  - 身障者用：1
- フードコート (7:30 - 19:30)
- ショッピングコーナー (7:30 - 19:30)
- 給電スタンド（24時間）
- 生活・暮らし
  - 自動販売機（24時間）
  - E-NEXCO Wi-Fi SPOT
- 休憩
  - パウダーコーナー
  - 喫煙所
- 自動体外式除細動器 (AED)
- ハイウェイスタンプ (7:30 - 19:30)

## 都賀西方スマートインターチェンジ

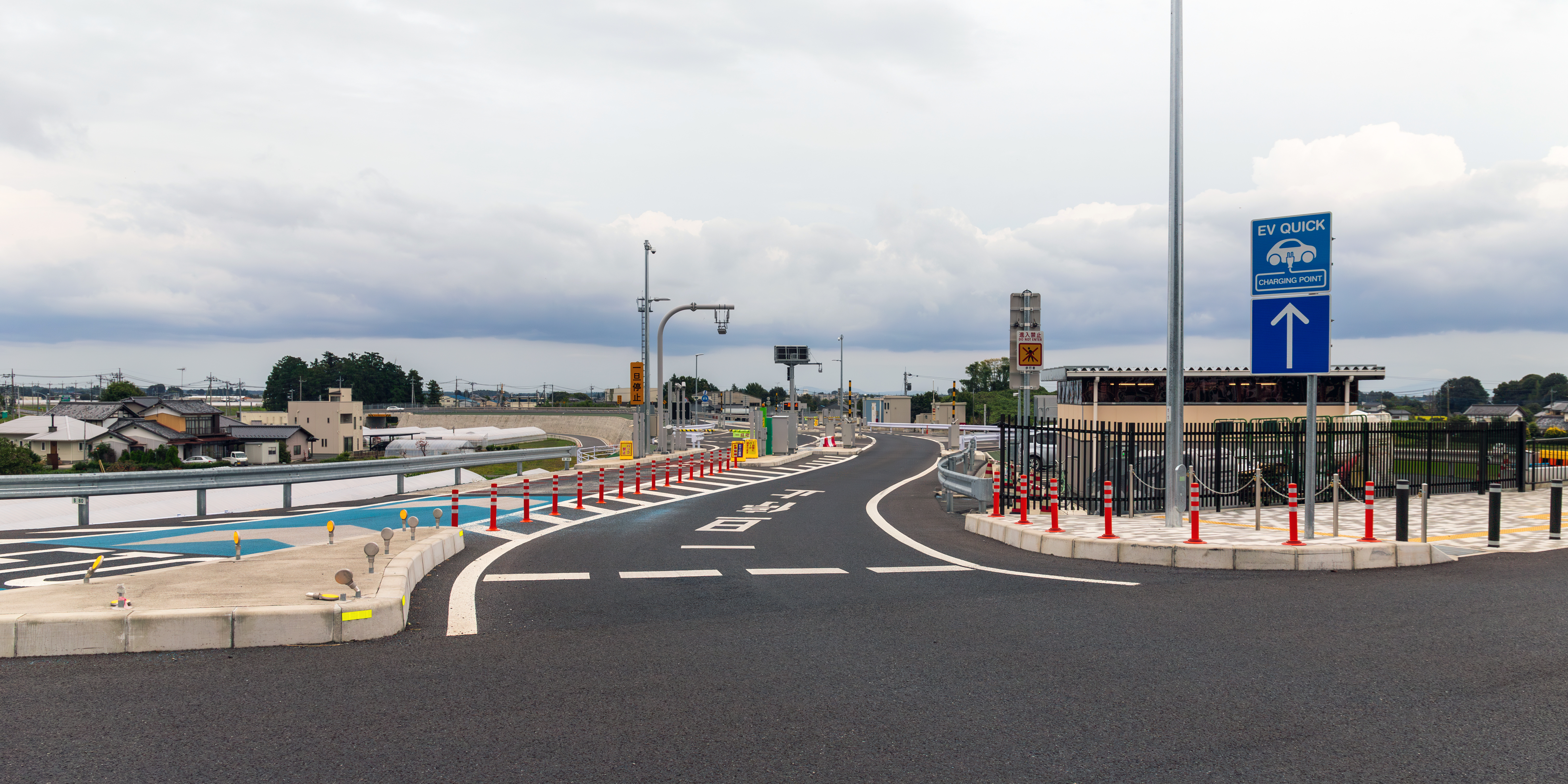
上り線SIC施設

都賀西方スマートインターチェンジ（つがにしかたスマートインターチェンジ）は、都賀西方パーキングエリアに併設のスマートインターチェンジ (SIC) である。
利用可能車種はETC搭載の全車種で、24時間運用。上下線ともに出入可となっている。下り（福島方面）は流出時、上り（東京方面）は流入時にPAに立ち寄ってから流出ないし流入ができる構造になっている。

### 接続する道路
- 東北自動車道（8-2番）
- 国道293号（金崎バイパス）

### 歴史
- 2016年（平成28年）5月27日 : 国土交通省より連結許可[5]。
- 2023年（令和5年）
  - 1月26日 : IC名称が「都賀西方スマートIC」に正式決定[6]。
  - 9月10日 : 供用開始[7]。

## 隣
E4 東北自動車道
(8) 栃木IC - (8-1) 栃木都賀JCT - (8-2) 都賀西方PA/SIC - (9) 鹿沼IC